# Philipp II. (Frankreich)

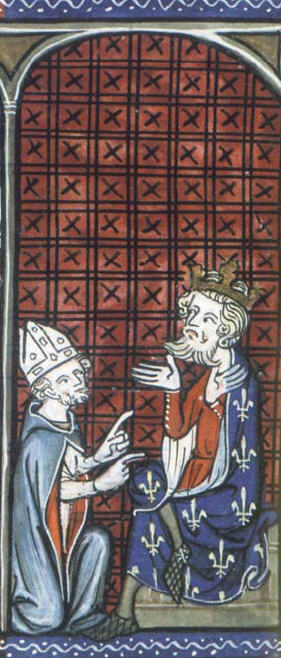
Philipp II. August empfängt einen päpstlichen Legaten. Illumination aus den Grandes chroniques de France, um 1335 (British Library, London).

Philipp II. August (französisch Philippe Auguste; * 21. August 1165 in Gonesse; † 14. Juli 1223 in Mantes-la-Jolie) war von 1180 bis 1223 König von Frankreich und stammte aus der Dynastie der Kapetinger. Er war der einzige Sohn König Ludwigs VII. des Jüngeren und dessen dritter Gemahlin Adele von Champagne.
Philipp gilt als einer der bedeutendsten Könige in der mittelalterlichen Geschichte Frankreichs. Seine Herrschaft war bestimmt vom Kampf gegen das Haus Plantagenet und das angevinische Reich. Nach wechselvollen Auseinandersetzungen mit Heinrich II., Richard Löwenherz und Johann Ohneland konnte er letztlich über die Plantagenets siegen und ihnen den größten Teil ihrer französischen Territorien entreißen. Dies ermöglichte den Durchbruch des kapetingischen Königtums insoweit, dass der König nun mächtiger war als jeder einzelne Vasall in Frankreich. Zugleich verhalf sein Sieg über Otto IV. in der Schlacht bei Bouvines 1214 dem Staufer Friedrich II. zum römisch-deutschen Königtum.
Philipps Beiname ist zeitgenössisch. Er ist dem kaiserlichen Titel Augustus (französisch Auguste, „der Erhabene“) entliehen und wurde ihm von seinem Biographen Rigord gegeben.

## Anfang und Herrschaftskonsolidierung

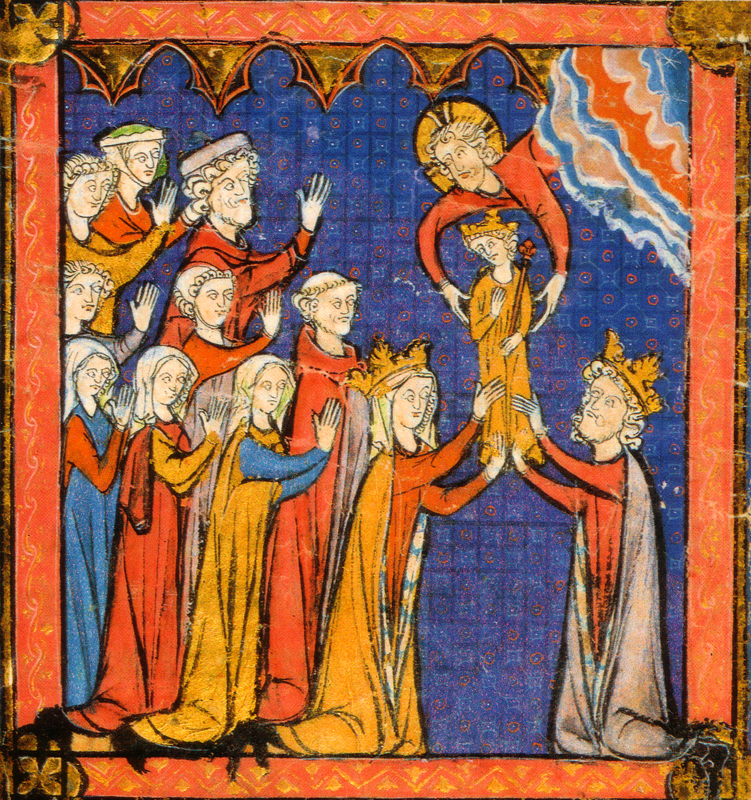
Christus übergibt Philipp Dieudonné vom Himmel herab seinen Eltern (Grandes Chroniques de France um 1270, Paris, Bibliothèque Sainte-Geneviève)

Philipp wurde als Kind häufig Dieudonné („Gottesgabe“) genannt, da seine Geburt eine dynastische Krise beendete und die Kontinuität der kapetingischen Dynastie wahrte. Er wurde erst im achtundzwanzigsten Regierungsjahr seines Vaters geboren und stammte, als erster und einziger Sohn, aus dessen dritter Ehe. Trotz dieses Hintergrundes zögerte Ludwig VII., seinen Sohn zum Mitkönig krönen zu lassen, um die Nachfolge Philipps zu sichern. Vermutlich lag diesem Zögern das abschreckende Beispiel des Hauses Plantagenet zugrunde, in dem sich die Söhne mit dem Vater um die Macht stritten. Erst nachdem die Gesundheit des Königs nachließ, berief er 1179 eine Adelsversammlung ein, um sich Rat einzuholen. Als sich die Mehrheit der Versammlung durch Akklamation für die Krönung Philipps aussprach, wurde dieser am 1. November 1179 in Reims zum König gekrönt und gesalbt.
Nach dem Tod Ludwigs VII. am 18. September 1180 konnte Philipp so unbestritten die Nachfolge als König antreten. Allerdings galt er zu diesem Zeitpunkt mit fünfzehn Jahren noch als unmündig, weshalb sich für die nächste Zeit eine Regentschaft für das Land abzeichnete, die sich aus Philipps Mutter, Adela von Champagne, und deren Brüdern Erzbischof Wilhelm von Reims, Graf Theobald von Blois und Graf Stephan von Sancerre, zusammensetzte. Diese Gruppierung hatte schon in den letzten Lebensjahren Ludwigs VII. den königlichen Hof dominiert und für den zeitweise regierungsunfähigen König die Macht ausgeübt.
Philipp aber gedachte trotz seiner Jugend, die Macht sofort zu übernehmen und stellte sich damit gegen seine Mutter und seine Onkel. Gegen diese gewann er mit dem Grafen Philipp von Flandern einen mächtigen Verbündeten. Gegen den Willen seiner Mutter heiratete er am 28. April 1180 die Nichte des Grafen, Isabella von Hennegau, und vollzog damit einen Bruch mit seiner Verwandtschaft. Die Situation artete in einen regelrechten Krieg aus; Adele von Champagne floh in die Normandie in der Hoffnung, Heinrich II. Plantagenet, den wohl mächtigsten Mann Frankreichs zu jener Zeit, als Verbündeten gegen ihren Sohn zu gewinnen. Aber Heinrich Plantagenet hatte andere Pläne als sich gegen seinen Lehnsherren zu wenden, da er zu dieser Zeit mit der Durchsetzung der Ansprüche seines Schwiegersohnes, Heinrich des Löwen, in Deutschland beschäftigt war. Auch galt es nach den Konventionen des mittelalterlichen Lehnsrechts als unehrenhaft, die Minderjährigkeit eines Lehnsherrn auszunutzen, um ihn anzugreifen. Stattdessen trafen sich Philipp und Heinrich Plantagenet am 28. Juni 1180 in Gisors, um ein gemeinsames Verteidigungsbündnis zu schließen.
Diese Entwicklung führte im Gegenzug zu einem Bruch des französischen Königs mit Philipp von Flandern, der ein Rivale der Plantagenets war. Am 14. Mai 1181 schloss sich in Provins der Graf von Flandern mit den Grafen von Blois-Champagne zusammen, denen sich auch die Grafen von Nevers und Hennegau sowie der Herzog von Burgund anschlossen. Die Krondomäne war so von der feindlichen Allianz fast eingeschlossen. Auf Druck Heinrichs II. aber beendeten 1182 der Erzbischof von Reims und die Grafen von Blois-Champagne ihre Opposition zu Philipp und erkannten dessen Herrschaft an. Der jungen Königin Isabella gelang es, auch ihren Vater aus dem Bündnis zu lösen. Nur das Verhältnis zum Grafen von Flandern blieb feindselig. Es verschärfte sich zusätzlich durch den Tod von dessen erster Frau 1182, deren Erbe, die Grafschaft Vermandois, Philipp zurückforderte. Der Graf von Flandern wurde durch ein gescheitertes Bündnisangebot an Kaiser Friedrich Barbarossa zunehmend isoliert. Nachdem sich der Krieg nach einigen Siegen zugunsten König Philipps wendete, war auch der Graf von Flandern zur Unterwerfung bereit. Im Vertrag von Boves 1185 gewann der König die Stadt Amiens und 65 Burgen im Vermandois und sicherte sich die Anwartschaft auf die Grafschaft Artois als Mitgift seiner Frau. Der Graf von Flandern konnte den nördlichen Teil des Vermandois behalten.
Somit hatte sich Philipp bis zum Jahr 1185, mittlerweile mündig geworden, gegenüber seinen Konkurrenten behauptet und die Alleinherrschaft übernommen.

## Die angevinische Bedrohung

### Philipps Königtum

Frankreich zu Beginn der Herrschaft Philipps II. im Jahr 1180. Hellblau die Krondomäne, rot die Besitzungen Heinrichs II. von England.

Philipp trat ein schwieriges Erbe an. Sein Vater hinterließ ihm einen geordneten und effizienten Verwaltungsapparat. Der voranschreitende wirtschaftliche Aufschwung von Städten wie Paris und Orléans sicherte der Krone ständige Einnahmequellen. Die Macht des Königs aber beschränkte sich auf die Krondomäne, ein Gebiet, das die Städte Orléans, Sens, Senlis und Mantes umfasste, während der große Rest des Königreiches von mächtigen Feudalfürsten beherrscht wurde. Philipps Vater und Großvater hatten bereits versucht, die Macht solcher nahezu unabhängigen Fürsten zu brechen, jedoch ohne Erfolg. Während der Regierung König Ludwigs VII. entstand ein weiteres Machtgefüge, das sogenannte angevinische Reich, das sich über den gesamten Westen des Landes, von den Pyrenäen bis zum Ärmelkanal, erstreckte. Es war in den Händen des Hauses Plantagenet und in Personalunion vereint mit dem englischen Königreich.
Wie schon sein Vater verfolgte Philipp seit dem Beginn seiner Herrschaft eine Politik, die zur Zerschlagung des angevinischen Reichs führen sollte. Zwei wichtige Faktoren kamen ihm dabei zugute. Zum einen war er der Lehnsherr für die französischen Territorien und zum anderen waren die Söhne von Heinrich II. Plantagenet untereinander zerstritten und führten Krieg gegen den eigenen Vater.

### Gegen Heinrich II. Plantagenet
Obwohl Heinrich II. Plantagenet in den ersten Jahren von Philipps Herrschaft als dessen Schutzherr aufgetreten war, förderte Philipp in dieser Zeit den Konflikt bei den Plantagenets, um diese zu schwächen. Ein Vorwand war das seit Jahren anhaltende Verlöbnis seiner älteren Schwester Alix mit Richard Löwenherz, einem jüngeren Sohn Heinrichs II. und Herzog von Aquitanien. Die Ehe des Paares sollte den Besitzstatus des normannischen Vexin bei den Plantagenets legitimieren, doch die Weigerung Richards, die Prinzessin zu heiraten, gab Philipp eine rechtliche Handhabe, gegen die Plantagenets vorzugehen.
Bereits 1183 unterstützte Philipp den ältesten Sohn Heinrichs II., Heinrich den Jüngeren, indem er ihm im Kampf gegen dessen Vater Geld und Söldner zukommen ließ. Doch der jüngere Heinrich verstarb plötzlich noch im selben Jahr, und König Heinrich II. blieb Sieger in dieser Auseinandersetzung. In einem erneuten Treffen in Gisors am 6. Dezember 1183 musste Philipp den alten Heinrich in dessen Besitzungen anerkennen. Aber schon im folgenden Jahr konnte er erfolgreich einen weiteren Sohn Heinrichs, den Herzog Gottfried von Bretagne, dazu bewegen, an den Hof nach Paris zu kommen und ihm für die Bretagne zu huldigen. Auch wenn Gottfried im Jahre 1186 nach einem Turnierunfall verstarb, konnte die Bretagne dauerhaft von den Plantagenets gelöst werden, da sich dessen Witwe gegen die Familie ihres Mannes stellte.
Philipp ging nun unverzüglich dazu über, den nächsten Sohn Heinrichs, Richard Löwenherz, für seine Zwecke zu gewinnen. Dabei spielte ihm die anstehende Nachfolgefrage im Gesamtbesitz der Plantagenets in die Hände. Heinrich bevorzugte seinen jüngsten Sohn Johann Ohneland als Erben, den er mit Adelheid, der älteren Tochter von Humbert III., verheiraten und mit der Normandie belehnen wollte. Dies wiederum trieb Richard in die Arme Philipps, der Heinrichs Erbpläne ablehnte; im Jahr 1187 schlossen sie in Paris ein Zweckbündnis gegen Heinrich. Aus der so entstandenen Abhängigkeit Richards zu Philipp konnte dieser profitieren, nachdem er Richard 1187 zwang, sein Vorgehen gegen den Grafen Raimund V. von Toulouse zu beenden. Dies brachte Philipp die Eroberung von Issoudun im Berry ein. Anschließend richteten beide ihren Kampf gegen Heinrich, indem Philipp den Gewinn des Berry durch die Einnahme von Châteauroux 1188 abrunden konnte.
Im November 1188 kam es daraufhin zu einem Treffen Heinrichs II., Richards und Philipps in Bonsmoulins. Ein Friedensschluss scheiterte, vor allem nachdem Richard an Philipp für den gesamten französischen Besitz der Plantagenets gehuldigt hatte. Für Heinrich war dies nicht hinnehmbar, da dies seine Enteignung in Frankreich und auch eine Trennung des Festlandes von England bedeutete. Weiterhin demonstrierten Richard und Philipp die Unerschütterlichkeit ihrer Allianz mittels öffentlicher Vertrauensgesten, wie einem Bruderkuss oder das Übernachten in einem Bett. Heinrich zog sich darauf nach England zurück, um 1189 mit einem Heer nach Frankreich zurückzukehren und den Entscheidungskampf mit Richard und Philipp zu führen. Diese aber waren ihm militärisch überlegen, verdrängten ihn aus der Touraine, drangen in das Maine vor und zwangen Heinrich am 12. Juni 1189 zur Flucht aus Le Mans nach Chinon. Am 4. Juli 1189 war Heinrich gezwungen den Friedensvertrag von Azay-le-Rideau zu schließen, worin er alle Eroberungen Philipps bestätigen, ihm für den restlichen Besitz huldigen und Richard als Erben anerkennen musste. Zwei Tage später starb Heinrich in Chinon.

## Der Dritte Kreuzzug

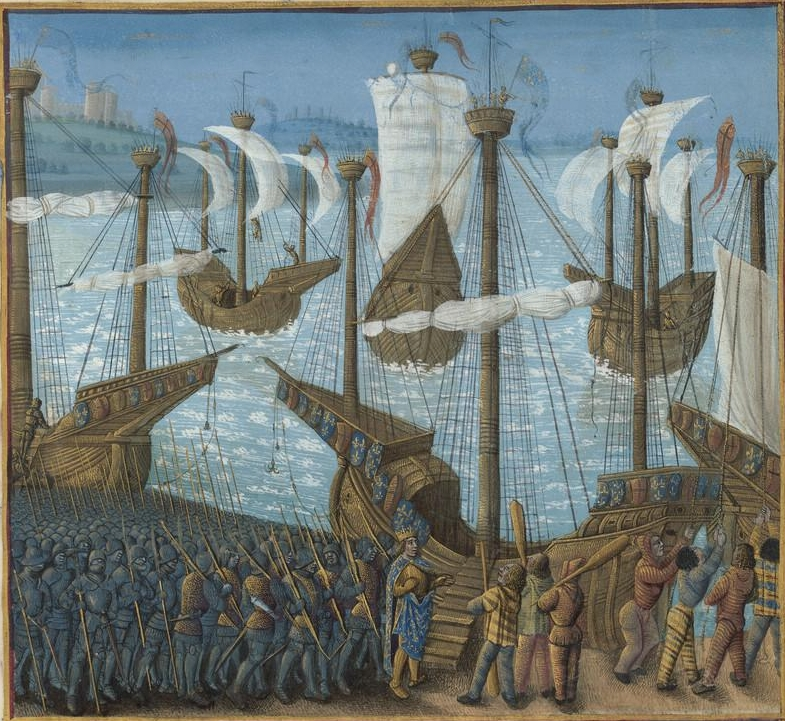
Einschiffung Philipp Augusts zum Dritten Kreuzzug (Miniatur um 1490)

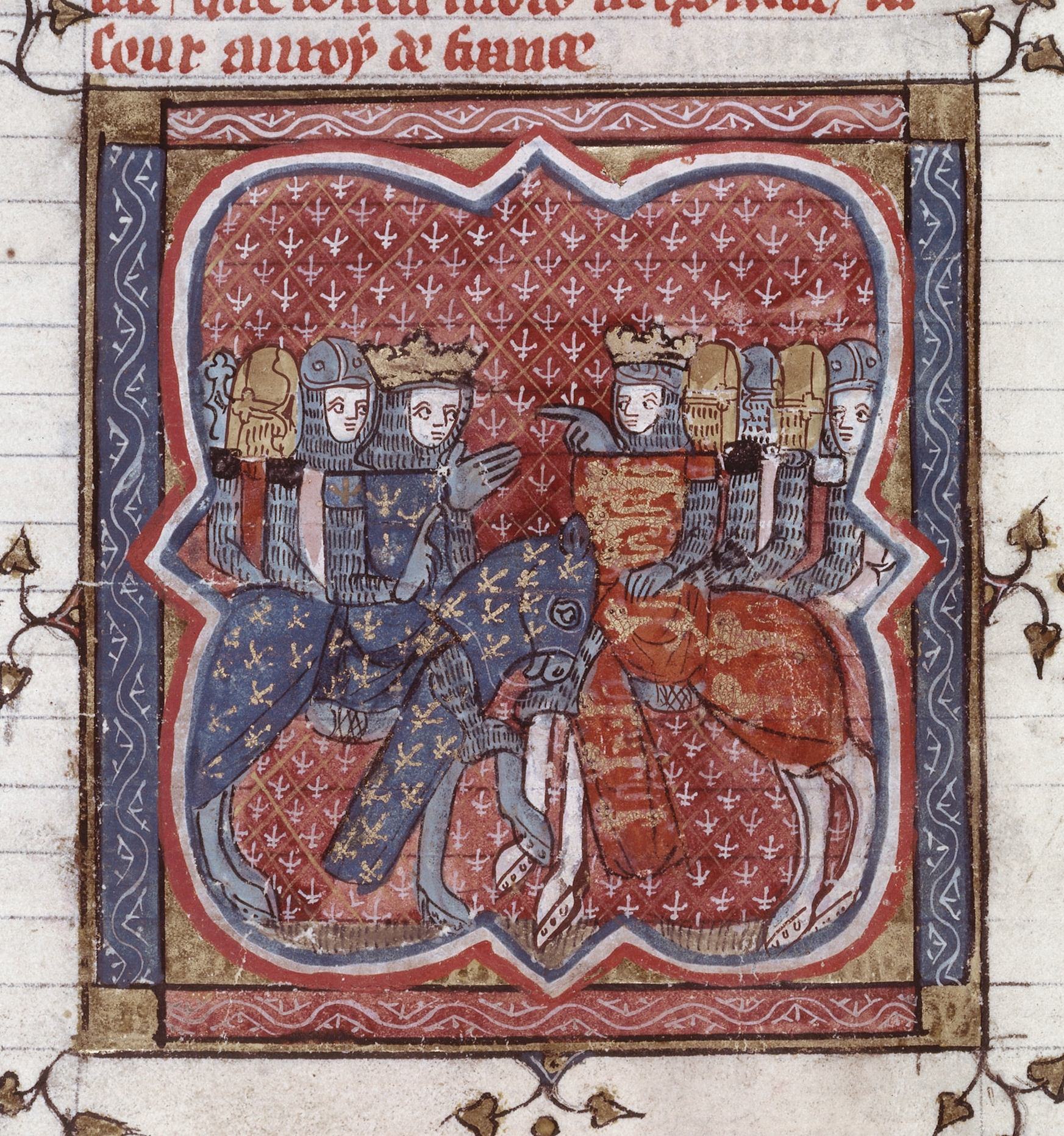
Philipp August und Richard Löwenherz auf dem Dritten Kreuzzug. (Darstellung aus einer um 1260 gefertigten Ausgabe der Historia rerum in partibus transmarinis gestarum des Wilhelm von Tyrus.)

Mit Heinrichs Tod zerfiel das Bündnis zwischen Philipp und Richard, da dieser nun die Position seines Vaters als König von England und Oberhaupt des „angevinischen Reichs“ einnahm und somit der neue Hauptgegner Philipps wurde. Obwohl Richard am 22. Juli 1189 in Chaumont-en-Vexin dem französischen König für alle Festlandsbesitzungen huldigte, verweigerte er weiterhin die dringlich geforderte Ehe mit Alice (Alix), womit der Konflikt um das Vexin weiterhin aktuell blieb. Eine direkte Konfrontation beider Könige blieb zunächst aus, da das christliche Abendland seit dem Verlust von Jerusalem an die Muslime im Jahr 1187 einen Kreuzzug zur Rückeroberung der Stadt verlangte. Philipp, Richard und Heinrich hatten schon in Azay über einen Kreuzzug verhandelt, den die ersten beiden nun gemeinsam ausführen wollten. Das lag in erster Linie daran, dass keiner dem anderen wirklich traute und die Abwesenheit des einen Königs einen unvorstellbaren Vorteil für den Daheimgebliebenen bedeutet hätte. Die Abreise verzögerte sich zunächst, da Richard mit der Unterwerfung einiger Vasallen in der Gascogne beschäftigt war und Philipps Frau, Isabella von Hennegau, am 15. März gestorben war. Als beide Könige am 4. Juli 1190 in Vézelay ihren Kreuzzug offiziell begannen, war in Kleinasien bereits Kaiser Friedrich I. Barbarossa gestorben. Die Regentschaft Frankreichs übergab Philipp dem königlichen Rat unter Vorsitz seiner Mutter Adele und Erzbischof Wilhelm von Reims. Philipp sorgte dafür, dass ihnen der Zugriff auf den Staatsschatz verwehrt blieb, der den Templern zum Schutz anvertraut wurde, wobei sechs angesehene Bürger aus Paris die Schlüssel der Geldtruhen erhielten.
Nach einigen Verzögerungen erreichte Philipp am 20. April 1191 das Lager der Kreuzfahrer vor Akkon. Richard hingegen war zunächst mit der Eroberung von Zypern beschäftigt. Dort heiratete er die Prinzessin Berengaria von Navarra, mit der er sich bereits in Sizilien verlobt hatte. Damit war eine Verbindung mit Prinzessin Alice (Alix) unmöglich geworden. Für Philipp stellte diese Zurückweisung seines Vasallen einen erheblichen Ansehensverlust dar, zumal Richard auch die Forderung auf die Restitution des Vexins ignorierte. Am 12. Juli 1191 fiel Akkon in die Hände der Kreuzfahrer, wenige Tage danach erklärte Philipp seine Rückkehr in die Heimat. Als Vorwand diente ihm der Tod des Grafen Philipp von Flandern während der Belagerung, dessen Erbe geregelt werden musste, wobei es auch um die Durchsetzung eines Anrechtes der Krone auf das Artois ging. Richard ließ ihn auf das Evangelium schwören, keinen Angriff auf seinen französischen Besitz zu wagen, wies aber dennoch seine Bankiers in Pisa an, den Sold für seine Grenztruppen zu erhöhen. Er selbst blieb noch in Palästina, um weiter gegen Saladin zu kämpfen.
Auf der Heimreise traf sich Philipp in Rom mit Papst Coelestin III., der ihn vom Kreuzzugsgelübde entband. Gegenüber dem Papst bekräftigte er, wenn auch erfolglos, dass Richard Löwenherz die Hauptverantwortung für die gescheiterte Rückeroberung Jerusalems trage. Anschließend traf er sich in Mailand mit Kaiser Heinrich VI., dem Nachfolger Barbarossas, um die staufisch-kapetingische Allianz zu erneuern. Eine Vermittlerrolle übernahm dabei Herzog Leopold V. von Österreich, der den englischen König hasste, weil dieser ihn vor Akkon gedemütigt hatte, indem er das herzogliche Banner vom Stadtwall hatte herunterreißen lassen. Zusätzliche Interessen verbanden Philipp mit dem Kaiser, nachdem Richard 1191 mit dem König Tankred von Sizilien ein Beistandsabkommen gegen den Kaiser geschlossen hatte. Zu Weihnachten 1191 weilte Philipp bereits wieder in Fontainebleau und begann mit der Forcierung seines Kampfes gegen Richard. Dazu ließ er Gerüchte verbreiten, in denen er den englischen König beschuldigte, dass er in Akkon einen Mordanschlag gegen ihn durchführen wollte, was einige der Vasallen Richards tatsächlich auf die Seite Philipps führte.
Nach den Verhandlungen mit Saladin im Oktober 1192 geriet Richard auf der Rückreise beim Ritt durch Österreich in die Hände Herzog Leopolds, von dem er unverzüglich an Kaiser Heinrich ausgeliefert wurde.

## Der angevinische Krieg

### Gegen Richard Löwenherz
Die Gefangennahme seines Rivalen nutzte Philipp II. im Frühjahr 1193 zum Angriff auf dessen Territorien. Zuerst rückte er in die Normandie vor, wo er Burgen wie Pacy, Ivry und vor allem das lang geforderte Gisors einnehmen konnte. Richard ermächtigte aus seiner Haft heraus ein Friedensabkommen (Mantes, 9. Juli 1193), indem er Philipp die Eroberungen bestätigte. Anschließend versuchte Philipp erneut, eine Spaltung in der Plantagenetfamilie herbeizuführen, indem er die Ambitionen Johanns Ohneland gegen dessen Bruder unterstützte. Johann erklärte sich für diese Unterstützung in einem Geheimvertrag bereit, die gesamte Normandie rechts der Seine, einschließlich Rouen, sowie die Touraine an Philipp zu übergeben. Auch war er bereit, für den Fall einer erfolgreichen Übernahme des englischen Thrones den Lehnseid für England an Philipp zu leisten.

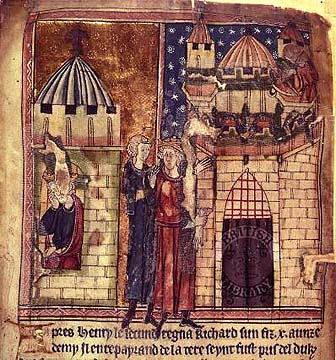
Rechts: Richard Löwenherz während seiner Gefangenschaft in Deutschland.
Links: Richard Löwenherz wird vor Châlus verwundet.
(Darstellung aus dem Effigies Regum Angliae, 14. Jahrhundert, London, British Library)

Diesen Plänen widersetzte sich die Mutter der beiden angevinischen Brüder, Königin Eleonore. Sie strengte eine schnelle Auslösung Richards aus der Gefangenschaft an, die wiederum Philipp und Johann durch eigene Lösegeldangebote an den Kaiser hinauszuzögern versuchten. Eleonore aber veranlasste ihren gefangenen Sohn, dem Kaiser den Lehnseid zu leisten und nachdem sie das immense Lösegeld aufgebracht hatte, ließ der Kaiser Richard im Frühjahr 1194 frei. Der brachte zunächst die Verhältnisse in England wieder unter seine Kontrolle und setzte im Mai 1194 mit einem Heer auf das Festland über. Nach und nach eroberte Richard seine Burgen in der Normandie zurück, marschierte anschließend in den Süden und vertrieb Philipp nach dem Gefecht von Fréteval aus der Touraine. Am 15. Januar 1196 war Philipp zur Unterzeichnung des Friedens von Louviers genötigt, indem er aber von Richard auch einige Zugeständnisse, wie zum Beispiel die direkte Lehnshoheit über die Auvergne, erhielt.
Der Frieden hielt nicht mal ein halbes Jahr. Nachdem Richard bei der Unterwerfung der Bretagne scheiterte und die regierende Herzogin ihren Sohn Arthur, der Richards Neffe und designierte Erbe war, an den Hof von Paris entsandte, begannen die Kämpfe von neuem. Philipp eroberte im Juni 1196 die normannische Burg Aumale. Richard reagierte darauf mit einem Bündnis mit dem Grafen Balduin IX. von Flandern und unterstützte 1198 die Thronkandidatur seines Neffen Otto von Braunschweig in Deutschland. Philipp versuchte, der sich anbahnenden Umklammerung Frankreichs durch das angevinisch-welfische Bündnis mit einer Offensive zu begegnen, aber im September 1198 musste er in der Schlacht bei Gisors eine schwere Niederlage gegen Richard hinnehmen.
In den Friedensverhandlungen von 1199, die unter der Vermittlung des Klerus eingeleitet wurden, musste Philipp herbe Rückschläge hinnehmen. Der französische Kronprinz sollte eine Tochter des mit Richard verbündeten Königs von Kastilien heiraten, Richards Besitzstand auf dem Festland sollte bestätigt werden. Weiterhin sollte Philipp die Wahl Ottos von Braunschweig zum römisch-deutschen König anerkennen, lediglich mit der Überlassung der Burg Gisors wurde ihm entgegengekommen. Seine militärische Unterlegenheit gegenüber Richard brachte die gegen die Plantagenets gerichtete Politik Philipps an den Rand des Scheiterns. Doch im April 1199 wendete sich die Lage überraschend, als Richard Löwenherz im Kampf gegen den Vizegrafen von Limoges sein Leben verlor. Dem französischen König eröffnete dies eine neue Möglichkeit, den Kampf gegen die Plantagenets weiter zu führen.

### Gegen Johann Ohneland
Die Nachfolge Richards trat sein jüngerer Bruder Johann Ohneland an, obwohl es unter den angevinischen Vasallen zu Unsicherheiten in Bezug auf die Erbrechte Arthurs von Bretagne kam. Zwar wurde Johann in England und der Normandie allgemein anerkannt, aber besonders die Grafschaft Anjou war von der Nachfolge Johanns nicht überzeugt und hielt zu Arthur. Da das ausgehandelte Friedensabkommen noch nicht unterschrieben war, nahm Philipp die Chance wahr, machte sich zum Verteidiger der Rechte Arthurs und griff Johann an. Da Johann einem direkten Kampf aus dem Weg ging, erlangte Philipp so bis zum Jahr 1200 eine weitaus bessere Verhandlungsbasis, als er noch gegenüber Richard gehabt hatte. Seine Aktionen waren durchaus vielversprechend, doch die eigene familiäre Situation zwang den König von Frankreich zum Einlenken.

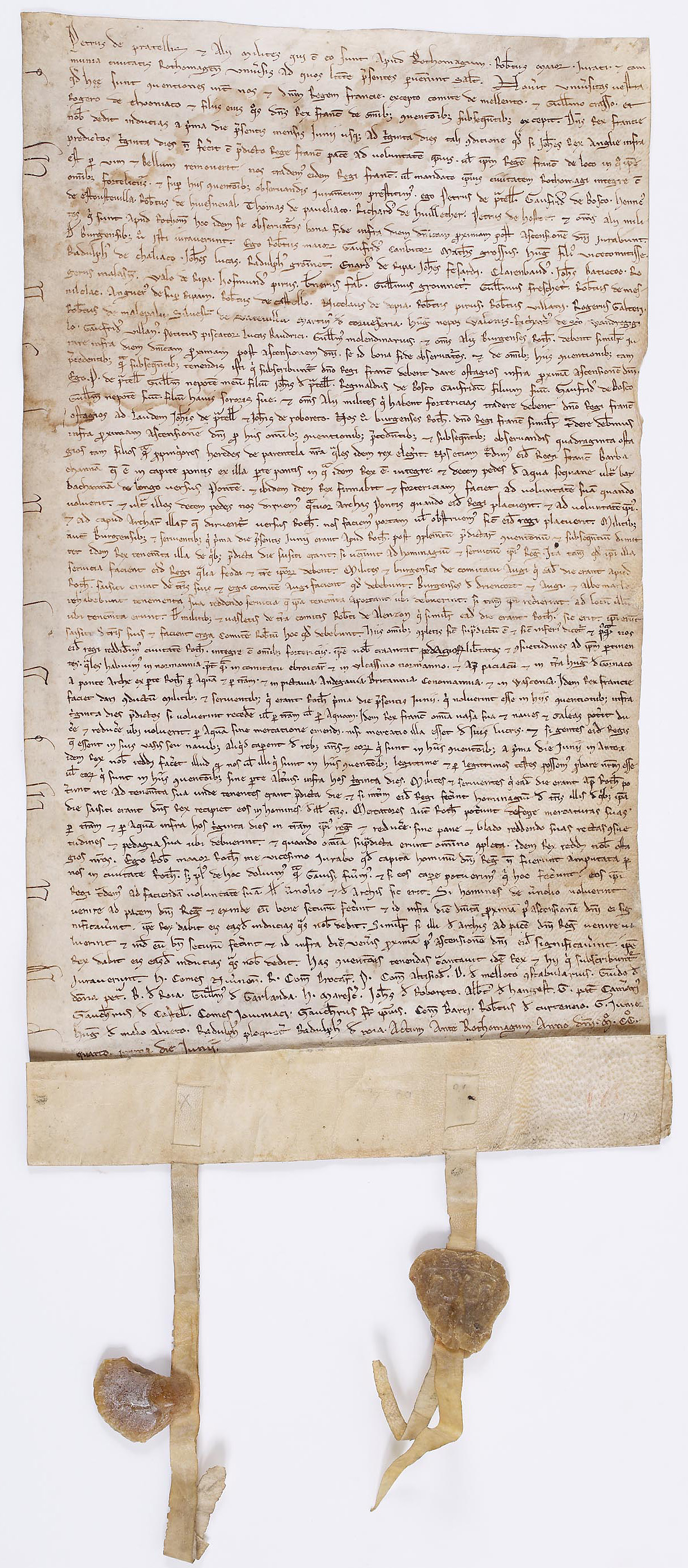
Die Kapitulationsurkunde von Rouen, datiert am 1. Juni 1204

Im Jahr 1193 hatte Philipp die dänische Prinzessin Ingeborg, die Schwester des Dänenkönigs Knut VI. geheiratet, um diesen zu einem Bündnis gegen Richard zu bewegen. Aber schon am Tag nach der Hochzeit verlangte Philipp die Trennung von der Braut, da er sie als zu abstoßend empfand. Ingeborg verwehrte allerdings ihre Zustimmung zu einer Scheidung, worauf Philipp sie verstieß und die deutsche Adlige Agnes-Maria von Andechs-Meranien heiratete. Die sich daraus ergebende Bigamie veranlasste Papst Innozenz III. zu drastischen Schritten und er verhängte 1198 das Interdikt über Frankreich. Der Handlungsspielraum Philipps in seinem Königreich wurde dadurch zunehmend bedroht, vor allem weil seine treuesten Unterstützer in den Reihen des Klerus standen. Aber auch international wurde seine Position gefährdet, da seine wichtigsten außenpolitischen Verbündeten der Papst selbst und auch die Staufer im Reich waren. Deshalb war Philipp 1200 zu einem Frieden mit Johann genötigt, der im Vertrag von Le Goulet besiegelt wurde. Darin trat Johann einige Gebiete in der Normandie an Philipp ab und erkannte ihn als Oberlehnsherren der restlichen Festlandsbesitzungen an. Philipp ließ im Gegenzug seine Unterstützung für Arthur fallen.
Das anschließende Fehlverhalten Johanns spielte Philipp aber erneut einen Vorwand in die Hände, gegen ihn vorzugehen. Johann hatte im Sommer 1200 Isabella von Angoulême geheiratet, die aber schon dem Grafen Hugo X. von Lusignan versprochen war. Lusignan war als aquitanischer Graf ein Vasall Johanns, der somit als Instanz zur Beschwerde für ihn nicht in Frage kam. Stattdessen wandte sich Lusignan an König Philipp, der wiederum der Lehnsherr Johanns für Aquitanien war. Philipp ergriff die Gelegenheit, Johann rechtlich zu belangen, und eröffnete einen Lehnsprozess gegen ihn. Um gleichzeitig eine Versöhnung mit dem Papst zu erreichen, berief er im Mai 1201 ein Konzil in Soissons ein, auf dem er Ingeborg wieder an seine Seite holte. Und nachdem Agnes-Maria von Andechs-Meranien im Juli 1201 gestorben war, hob der Papst das Interdikt auf und legitimierte deren Kinder. Nachdem Johann bis zum Jahr 1202 vier Vorladungen vor das Hofgericht in Paris ignoriert hatte, sprach Philipp ein Versäumnisurteil über ihn und erklärte ihn all seiner Länder in Frankreich für verlustig. Der erneut entbrannte Krieg konnte somit als Vollstreckung eines ordentlichen Urteils und nicht als Eroberungsfeldzug gelten. Der französische König griff erneut auf Arthur von Bretagne zurück und dieser huldigte ihm für alle angevinischen Ländereien. Arthur griff im Juli 1202 seinen Onkel mit einem Heer im Anjou an und belagerte seine Großmutter Eleonore in Mirebeau, dort aber wurde er am 1. August 1202 von Johann überrascht und gefangen genommen.
Als sich im Jahr 1203 die Nachricht von der Ermordung Arthurs in Rouen durch Johann verbreitete, kam es zu einem allgemeinen Abfall dessen Vasallen, die sich nun direkt König Philipp anschlossen. Der nutzte die Situation und marschierte in die Normandie ein. Im April 1204 konnte er die angeblich uneinnehmbare Burg Château Gaillard durch Verrat an sich bringen, womit ihm der Weg nach Rouen frei gelegt wurde. Dort marschierte er am 24. Juni 1204 ein, nachdem die Stadt bereits am 1. Juni kampflos kapituliert hatte. Anschließend wandte er sich nach Aquitanien, wo bereits im April 1204 die Herzogin Eleonore gestorben war, und zog am 11. August in Poitiers ein. Johann konnte dem nichts entgegensetzen und war am 13. Oktober 1206 zur Unterzeichnung des Waffenstillstandes von Thouars bereit. Er verzichtete darin auf den ganzen Besitz der Plantagenetfamilie nördlich der Loire. Die betreffenden Territorien wie Normandie, Maine, Anjou und Touraine konnte Philipp nun der Krondomäne hinzufügen, die er der königlichen Verwaltung unterstellte. Damit endete auch die von Wilhelm dem Eroberer 1066 geschaffene Verbindung zwischen der Normandie und England. Johann behielt Aquitanien und die Gascogne, wenngleich er diesen Gebieten fortan kaum noch Beachtung schenkte.

## Der „deutsche“ Thronstreit
Auf das engste verbunden mit dem Krieg zwischen Kapetingern und Plantagenet war der „deutsche“ Thronstreit im römisch-deutschen Reich zwischen den Staufern und Welfen, der 1197 nach dem Tod Kaiser Heinrich VI. ausgebrochen war. Das strategische Interesse beider Seiten gebot ihre Einflussnahme in die politischen Verhältnisse Deutschlands. Die Plantagenets unterstützten naturgemäß ihre welfischen Verwandten, um somit gegen den König von Frankreich eine zweite Front eröffnen zu können. Dagegen war Philipp daran gelegen, eine solche angevinisch-welfische Umklammerung zu verhindern, weswegen er die Staufer als Gegengewicht zu den Welfen förderte. Beide Parteien wählten im Sommer 1198 mit Philipp von Schwaben beziehungsweise Otto IV. von Braunschweig ihren jeweiligen Kandidaten zum König, worauf sich in den folgenden Jahren ein Machtgleichgewicht im Reich einstellte, bis im Jahre 1208 der Staufer Philipp von Schwaben in Bamberg einem Mordanschlag zum Opfer fiel, so dass Otto IV. einziger deutscher Herrscher war und die alte staufisch-kapetingische Allianz gegenstandslos zu werden drohte. Zwar versuchte Philipp, den Herzog Heinrich von Brabant, der Geldlehen von ihm empfing, als Kandidaten für die Nachfolge des ermordeten Philipp von Schwaben zu gewinnen, doch wurde Otto mittlerweile sogar von den führenden Anhängern der staufischen Partei als König anerkannt. Selbst Papst Innozenz III. lieh seine Unterstützung dem Welfen, da er hoffte, durch ihn die staufische Politik zur Vereinigung Siziliens mit dem Reich beenden zu können. Nachdem Otto IV. im Oktober 1209 in Rom zum Kaiser gekrönt worden war, drohte Frankreich außenpolitisch isoliert zu werden.
Die Wende brachte die Fortführung der staufischen Italienpolitik durch Otto IV., die den Papst dazu zwang, seine Position zu überdenken. Im November 1210 verhängte der Papst den Kirchenbann über den Kaiser, wodurch die staufische Sache eine Wiederbelebung erfuhr. Philipp nahm Kontakt zu den alten Stauferanhängern im Reich auf, wo es ihm gelang, den Landgrafen Hermann I. von Thüringen vom Kaiser zu lösen. Im September 1211 erreichte der junge Staufer Friedrich II., die Alpen überquerend, Deutschland und wurde dort von seinen Anhängern zum König gewählt und gekrönt. Im November desselben Jahres wurde die kapetingisch-staufische Allianz bei einem Treffen zwischen Friedrich und Prinz Ludwig in Vaucouleurs erneuert.

## Die Schlacht bei Bouvines

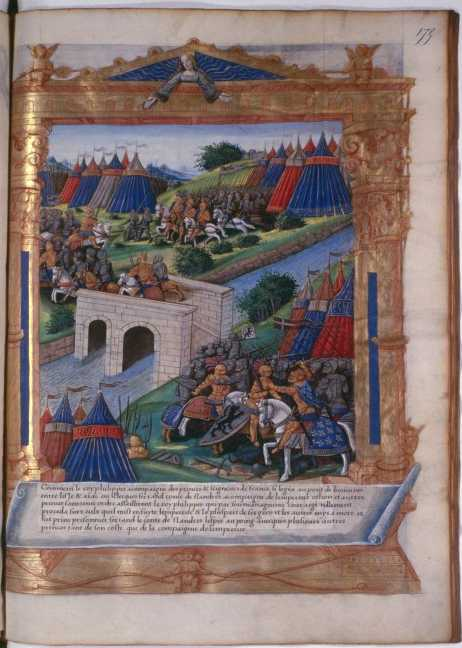
Die Schlacht von Bouvines. (Darstellung aus La Toison d’or des Guillaume Fillastre 16. Jh.)

Während dieser Vorgänge im Reich war Philipp nach der Zerschlagung des angevinischen Reichs 1204 damit beschäftigt, die Herrschaft der Krone im Norden des Landes zu konsolidieren und sie auf die umliegenden Vasallen auszudehnen, was nicht ohne Widerstand geschah. Problematisch gestaltete sich die Situation in Flandern, wo Philipp seit dem Beginn seiner Regierung um das Erbe seiner ersten Ehefrau, Isabella von Hennegau, streiten musste. Um den Grafen Balduin IX. von Flandern aus der Allianz mit den Plantagenets zu lösen, hatte er ihm im Vertrag von Péronne 1200 große Teile des Artois überlassen müssen. Graf Balduin starb 1204 als Kreuzfahrer in Griechenland und hinterließ nur Töchter. Die älteste Tochter und Erbin Johanna wurde von Philipp im Jahr 1212 mit dem portugiesischen Prinzen Ferdinand (Ferrand) verheiratet. Philipps Sohn, Prinz Ludwig, drängte darauf, das Erbe seiner  Mutter Isabella antreten zu können, und zwang das flandrische Grafenpaar zur Herausgabe des Artois. In der Bretagne stärkte Philipp seinen Einfluss, indem er seinen Vetter Peter Mauclerc mit der Erbherzogin Alix verheiratete. Während des Erbfolgekrieges in der Champagne unterstützte er die Position der Gräfin Blanka und deren unmündigen Sohn Theobald IV. gegen ihre Gegner, auch hier zum Vorteil der königlichen Interessen.
Im April 1213 wurde auf einem Hoftag in Soissons eine Invasion in England beschlossen. Die Chance, damit Johann Ohneland endgültig zu vernichten und gleichzeitig eine Vereinigung Englands mit Frankreich zu begründen, erschien günstig, da sich Johann durch eine aggressive Kirchenpolitik mit seinem Klerus überworfen hatte, was den Erzbischof von Canterbury zur Flucht nach Frankreich veranlasste. Dies hatte zur Folge, dass der Papst den englischen König seines Amtes enthob und ihn exkommunizierte. Philipp sah sich nun als Vollstrecker des päpstlichen Willens und sammelte sein Heer in Boulogne. Doch Johann war sich seiner Gefahr bewusst, unterwarf sich am 15. Mai 1213 in aller Form dem Papst, der ihm vergab, woraufhin die Invasion abgebrochen werden musste. Graf Ferrand von Flandern hatte während dieser Ereignisse nur halbherzig seine Unterstützung dem König geliehen und forderte danach eine finanzielle Entschädigung für den Verlust des Artois. Philipp und Ludwig wendeten daher das in Boulogne zusammengestellte Heer nach Flandern, um Ferrand zu unterwerfen. Der Feldzug war zwar militärisch erfolgreich, bis Juni 1213 konnte Ferrand aus Flandern vertrieben und das Land unter Kontrolle gebracht werden. Lediglich der Verlust der Flotte im Hafen von Damme musste hingenommen werden. Der Graf von Flandern und mit ihm einige andere französische Vasallen wie die Grafen Rainald I. von Dammartin und Rudolf I. von Eu flohen nach England, wo sie zu Johann Ohneland als ihrem neuen Lehnsherrn huldigten. Johann erkannte darin eine allgemeine Abfallbewegung der französischen Vasallen von ihrem König und rüstete zum entscheidenden Feldzug nach Frankreich, um die verloren gegangenen Festlandsbesitzungen der Plantagenets zurückzuerobern. Sein Verbündeter, Kaiser Otto IV., versammelte seinerseits sein Heer, um durch einen Sieg über Frankreich seine Lage gegenüber den Staufern in Deutschland zu wenden und den Thronstreit für sich zu entscheiden.
Im Frühjahr 1214 landete Graf Ferrand mit einem englischen Kontingent unter dem Grafen William Longespée von Salisbury an der Küste Flanderns, eroberte einige Städte zurück und wartete auf das Heer des Kaisers, um sich mit diesem zu vereinen. Gleichzeitig war Johann Ohneland mit starken Truppen bei La Rochelle an der Küste des Poitou gelandet, eroberte das bretonische Nantes und marschierte in das Anjou vor. Prinz Ludwig beendete einstweilen den Kampf in Flandern und zog Johann entgegen. Am 2. Juli 1214 überraschte er ihn bei der Belagerung von Roche-aux-Moines, überfiel sein Heer und trieb es in das Poitou zurück. Johann musste dabei sein gesamtes Belagerungsgerät zurücklassen, womit ihm die weitere Fortführung des Eroberungszuges verwehrt wurde. Während Prinz Ludwig weiter gegen Johann vorging, versammelte Philipp seinen Heerbann, der sich hauptsächlich aus Rittern und Kommunalmilizen der Île-de-France zusammensetzte, in Erwartung auf den Angriff des Kaisers. Mit den Bannern der Oriflamme und der königlichen Lilien an der Spitze marschierte er im Juli 1214 nach Flandern. Dort traf er an einem Sonntag, dem 27. Juli bei der Ortschaft Bouvines auf das kaiserliche Heer. An dem wechselreichen Kampf nahm Philipp mit persönlichem Einsatz teil und wurde dabei von gegnerischen Rittern vom Pferd gezogen. Nur das rechtzeitige Eingreifen der königlichen Ritter verhinderte seine Gefangennahme. Die Entscheidung im Kampf wurde durch die Flucht des Kaisers und seiner Ritter herbeigeführt, die Grafen von Flandern, Dammartin und Salisbury wurden gefangen genommen.
Der Sieg bei Bouvines war einer der entscheidenden des Mittelalters. Philipp konnte darin seine Erfolge gegen die Plantagenets aus den Vorjahren verteidigen, Johann Ohneland erkannte am 18. September 1214 in Chinon in einem neuerlichen Waffenstillstand die 1204 geschaffenen Verhältnisse an. Wenn auch der angevinische Krieg formell erst mit dem Vertrag von Paris 1259 beendet wurde, stellten die Plantagenets keine Gefahr mehr für das kapetingische Königtum dar. Im weiteren Verlauf des 13. Jahrhunderts waren Englands Könige hauptsächlich in Auseinandersetzungen mit ihren eigenen Baronen verwickelt, schon Johann musste ihnen 1215 die Magna Carta gewähren. Zugleich legte Philipp mit diesem Sieg den Grundstein zum Aufstieg der französischen Krone zur vorherrschenden Macht in Westeuropa beim gleichzeitig einsetzenden Verfall der kaiserlichen Macht. Den damit begründeten Wandel im Verhältnis zwischen Frankreich und dem Reich machte Philipp symbolisch deutlich, indem er den erbeuteten goldenen Trosswagen Ottos in die Kaiserpfalz nach Haguenau zu seinem Verbündeten Friedrich II. schickte und diesem dort die Reichsstandarte mit den gebrochenen Schwingen des Reichsadlers vor die Füße legen ließ.

## Letzte Jahre
In den letzten zehn Jahren seines Lebens beschäftigte sich Philipp vorrangig mit dem Ausbau des Erreichten und der Reformierung der Verwaltungs- und Lehnsstrukturen seines Königreiches. Im Jahr 1216 eröffnete sich ihm sogar die Möglichkeit zu einer Vereinigung Englands mit Frankreich, als die dortigen Barone seinen Sohn Ludwig einluden, ihr König zu werden. Ludwig konnte fast das gesamte englische Königreich erobern, bis König Johann Ohneland starb. Dessen unmündiger Sohn Heinrich III. wurde aber umgehend von dem loyal gebliebenen William Marshal gekrönt und unter den Schutz des Papstes gestellt. Philipp entzog darauf seinem Sohn die Unterstützung, der sich bis 1217 aus England zurückziehen musste.

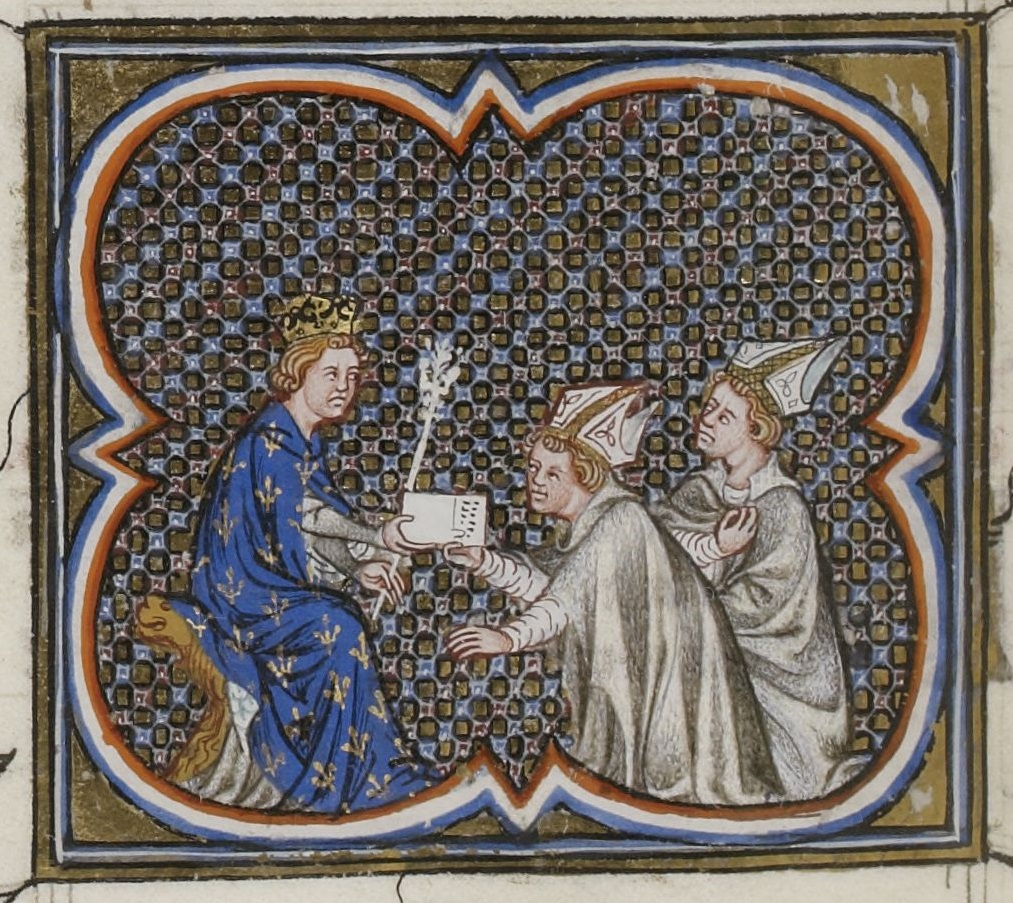
Philipp August empfängt die Gesandten des Papstes

Ein weiteres für Frankreich bedeutendes Ereignis zu Philipps Lebzeiten spielte sich im Süden (Okzitanien) seines Königreiches ab. Dort herrschten vorwiegend kleine Allodialbesitzer, was einen gefestigten Vasallenverband, wie es ihn im Norden Frankreichs gab, nahezu ausschloss. Das kapetingische Königtum war hier allenfalls formal anerkannt, einige Gebiete standen bereits unter der Lehnshoheit der Krone von Aragón. War der nördliche Teil Frankreichs seit dem 11. Jahrhundert von der Kirchenreform erfasst worden, so konnte der Klerus in Okzitanien die Forderungen nach apostolischer Lebensführung und der damit verbundenen Vorbildfunktion nicht erfüllen, weil die Kirchenreform nahezu spurlos an diesem Landstrich vorüberging. Seit dem 11. Jahrhundert füllte diese Lücke die neue Glaubensgemeinschaft der Katharer. Etwa ein Viertel der Bevölkerung der Grafschaft Toulouse war Mitglied dieser Bewegung. In der Führungsschicht war diese neue Religion recht verbreitet, was nicht zuletzt an der Ablehnung der den Zehnten fordernden Amtskirche Frankreichs lag.
Die römische Amtskirche erklärte den Katharimus zur Häresie und rief 1208 zu einem Kreuzzug gegen die Katharer und ihre Unterstützer auf (Albigenserkreuzzug). König Philipp konnte trotz des Wunsches des Papstes sich nicht an diesem Krieg beteiligen, weil ihn seine Feldzüge gegen Johann von England vollkommen in Anspruch nahmen. Dennoch konnte er indirekt Einfluss auf den Verlauf des Kreuzzuges nehmen, indem er dessen Anführer Simon de Montfort Anweisungen erteilte. Montfort schlug am 13. September 1213 die Gegner des Kreuzzuges in der Schlacht bei Muret und konnte im Anschluss eine Herrschaft im Süden errichten, die er nach nordfranzösischem Vorbild einrichtete. Aber der Krieg zog sich in die Länge und Montfort wurde 1218 bei der Belagerung von Toulouse getötet. Sein Sohn war jedoch nicht fähig, den Kreuzzug erfolgreich fortzuführen. Im Jahr 1219 schickte Philipp daher seinen Sohn mit einem Kreuzritterheer in den Süden, ohne dabei bedeutende Fortschritte zu erzielen. Im Jahr 1222 schickte Philipp noch ein Heer unter der Führung des Erzbischofs von Bourges gegen den Grafen von Toulouse.
Bevor er selbst einen Zug in den Süden beginnen konnte, starb Philipp am 14. Juli 1223 in Mantes, nach einem Umritt in der Normandie, und wurde in der Abtei Saint-Denis bestattet.

## Reformtätigkeit

### Neues Lehnsrecht

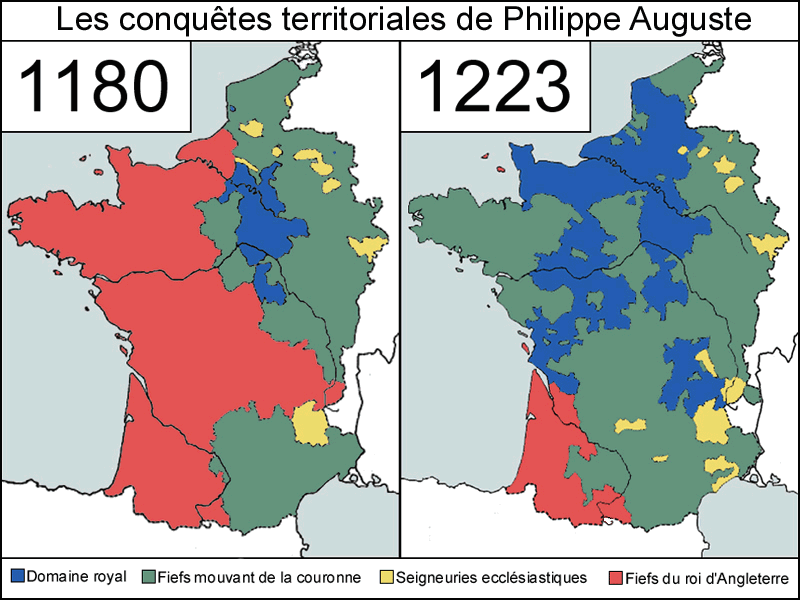
Die französische Krondomäne (blau) vor und nach der Regierung Philipp August.
Lehen der Plantagenets in Rot, weitere Vasallen in Grün.

Durch den Zusammenbruch des angevinischen Reichs und den einhergegangenen Gewinn großer Territorien für die Krondomäne wurde die Krone Frankreichs zum größten Landbesitzer des Reiches. Ihr dadurch begründetes Übergewicht auf militärischem und wirtschaftlichem Gebiet erlaubte es Philipp nun, die herrschaftliche Autorität der Krone gegenüber dem Lehnsadel des Königreiches zu stärken. Damit begann eine Entwicklung des kapetingischen Königtums hin zu einer französischen Monarchie, die alle Regionen des alten westfränkischen Reichs administrativ und jurisdiktionell erfasste. Zu diesem Zweck fand unter seiner Herrschaft ein grundlegender Wandel der seit fast dreihundert Jahren bestehenden feudalen Ordnung statt, indem der König nicht mehr als erster unter gleichen gegenüber den Lehnsfürsten auftrat, sondern nun eine gesetzgebende und richterliche Oberherrschaft forderte. Der Sanktionsbereich des königlichen Rechts (us et coutumes de France), das bis dahin nur auf die Krondomäne beschränkt war, wurde über das gesamte Königreich ausgedehnt. Mit dem Hofgericht stand eine zentrale juristische Instanz zur Verfügung, vor der zukünftig alle lehnsrechtlichen Fragen erörtert werden sollten. Die schrittweise Beschneidung der rechtlichen Stellung des Adels lag diesen Maßnahmen zu Grunde. Der wohl spektakulärste Lehnsprozess wurde gleich gegen den englischen König Johann Ohneland von 1200 bis 1202 geführt (s. o.). Um dem mächtigsten Lehnsadel entgegenzukommen, der sich nicht der Autorität des Hofgerichtes unterwerfen wollte, bildete Philipp mit dem Pairshof eine gesonderte juristische Instanz, in der die Pairs Rechtsstreitigkeiten untereinander entscheiden konnten.
Die Krone behielt sich bei der Neugestaltung der Lehnsordnung wichtige Rechte vor. Zum Beispiel mussten sich fortan alle Erbinnen im Lande gegenüber der Krone eidlich dazu verpflichten, nur noch mit der ausdrücklichen Zustimmung des Königs zu heiraten, was der Krone eine wirksame Einflussmöglichkeit in der Territorialpolitik des Landes sicherte. Ein spektakuläres Beispiel dieser Art war das der Gräfin Blanka von Champagne, die 1201 einen solchen Schwur leistete und ihre unmündige Tochter damit faktisch unter die Vormundschaft des Königs stellte. Als Garantiemächte dieses Eides wurden die eigenen Vasallen der Gräfin verpflichtet, die versprachen, zugunsten der Krone gegen die Gräfin vorzugehen, wenn sie den Eid brechen sollte. Weiterhin wurde das Prinzip der ligischen Treue (homagium ligium) als rechtsverbindlich erklärt, wonach ein Vasall, der Lehen von mehreren Herren empfangen hat, nur einem von diesen zur Heerfolge verpflichtet war. Sollte einer der Lehnsherren die Krone selbst sein, so gebührte ihr der Vorrang in der ligischen Treue. Solche Maßnahmen fanden im ganzen Land ihre Anwendung, was eine weitestgehende Auflösung althergebrachter Lehnsbande zugunsten der Position der Krone zur Folge hatte. Der Begriff des Lehens selbst erfuhr dadurch einen allmählichen Definitionswandel. Zunehmend empfing die Krone das Homagium, ohne dass sie im Gegenzug ein Dienstgut mit Befugnissen zur Rechtsausübung verlieh. Stattdessen vergab sie bloße Geldlehen, was für den Lehnsnehmer eine Einnahmequelle eröffnete, für die er sich im Gegenzug der Krone verpflichtete.

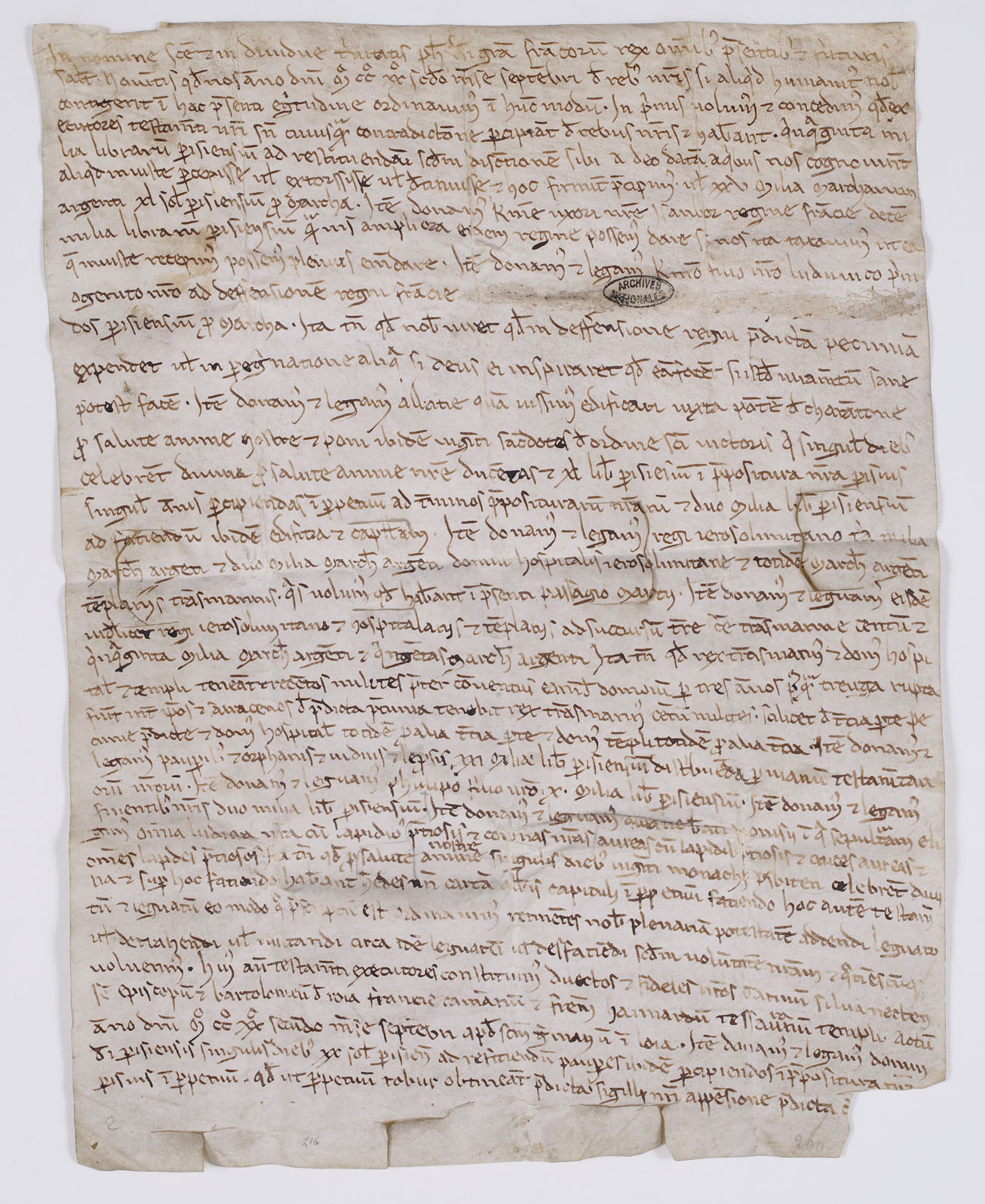
Eigenhändiges Testament König Philipps II. August, September 1222

Um zusätzlich die wirtschaftliche Basis des Adels zu verringern, wurden Maßnahmen erlassen, die zu Teilungen von Besitzrechten führten. Im Jahr 1209 erließ das Hofgericht dazu eine neue Regelung des Erbteilungsrechts. War es vorher üblich, dass ein jüngerer Sohn einer Familie sein geerbtes Gut vom älteren Bruder als Lehen empfing, mussten nun beide für ihr Erbe gegenüber der Krone huldigen. 1214 wurde die Bestimmung erlassen, wonach das Wittum einer Witwe mindestens die Hälfte der Güter des Mannes ausmachen musste, was für dessen Erbe zusätzliche wirtschaftliche Einbußen bedeutete.
Die daraus resultierenden sozialen Veränderungen für den Adel banden diesen seit der Zeit Philipps in immer stärker werdenden Maße an die Krone. Gefördert wurde diese Entwicklung durch die zunehmende Verwendung von Söldnern durch die Krone. Dies war zwar kostenintensiver, machte aber den König in militärischen Belangen unabhängiger vom Vertrauen auf die Heerfolgepflicht seiner Vasallen. Der gepanzerte Adelsreiter spielte weiterhin in der Kriegführung Frankreichs bis in das Spätmittelalter eine zentrale Rolle, wurde nun aber durch seine zunehmende wirtschaftliche Abhängigkeit zum König stärker an ihn und seine Hofhaltung gebunden.

### Verwaltungsgeschichte

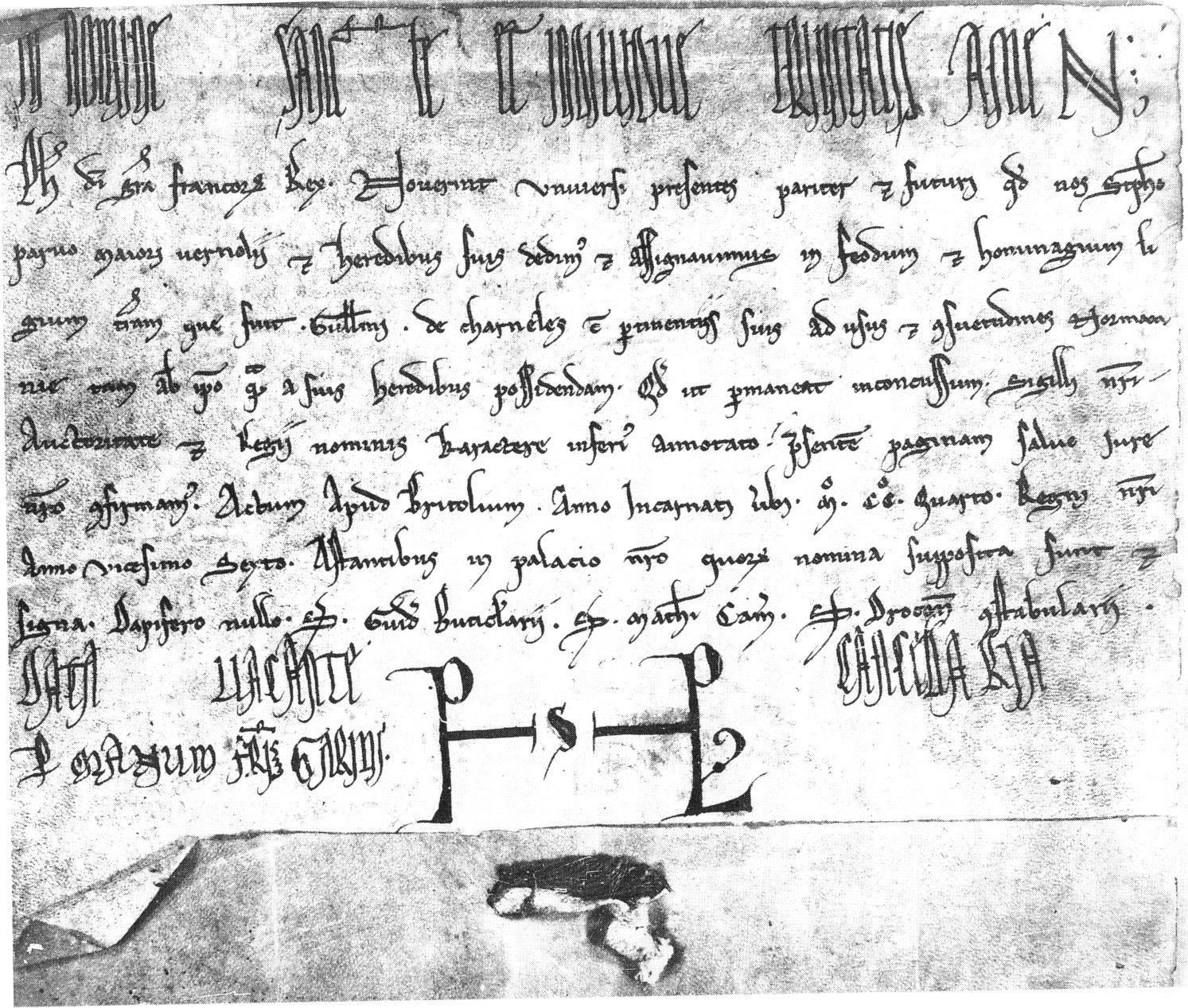
Eine Urkunde Philipps von 1204. Paris, Archives Nationales, J 396, Nr. 1

Zur Konsolidierung dieser neuen Rechtsordnung trieb Philipp die Etablierung einer einheitlichen königlichen Verwaltung im ganzen Land voran. Die drei wichtigsten Hilfsmittel dazu waren die Schriftlichkeit der Verwaltung, ein Korps verlässlicher Amtsträger und ein geordnetes Finanzwesen.
Philipp ordnete als erster französischer König eine umfangreiche Kodifizierung und Archivierung aller Urteile und Erlasse des Hofgerichtes an. War es bisher üblich, den Standort des königlichen Archivs an den des Königs zu binden, richtete Philipp es an einem festen Platz in Paris ein (Trésor des chartes). Diese Maßnahme war dem Verlust des Archivs in der Schlacht von Fréteval 1194 geschuldet und legte damit den Grundstein für die Entstehung des französischen Nationalarchivs. Darüber hinaus wichen die umständlich formulierten Urkunden früherer Jahrhunderte knapp gehaltenen königlichen Mandaten, die in Kopien im Archiv aufbewahrt wurden.
Philipp II. bemühte sich auch dort Präsenz zu zeigen, wo er nicht anwesend war. Bereits sein Vater hatte die Krondomäne in kleinere Verwaltungseinheiten, den sogenannten Prévoté (Vogteien), eingerichtet. Ihren Ausbau betrieb Philipp fort und ergänzte sie durch zusätzliche Instanzen, indem mehrere Prévoté einem Amtsbezirk untergeordnet wurden. Nördlich der Loire war dies die Bailliage und südlich die Sénéchaussée (siehe Bailliage und Sénéchaussée). Die Baillis beziehungsweise die Seneschalle vertraten fortan in den jeweils so entstandenen Amtsbezirken die Autorität der Krone und vertraten diese in Rechtsangelegenheiten. Die ihnen nun untergeordneten Prévoté standen ihnen dabei als polizeiliche Vollzugsorgane zur Seite. Der wesentliche Unterschied zwischen Bailli und Seneschall bestand darin, das Ersterer direkt vom König ernannt wurde, während das Amt des Seneschalls weitgehend in der Hand adliger Familien erblich blieb.

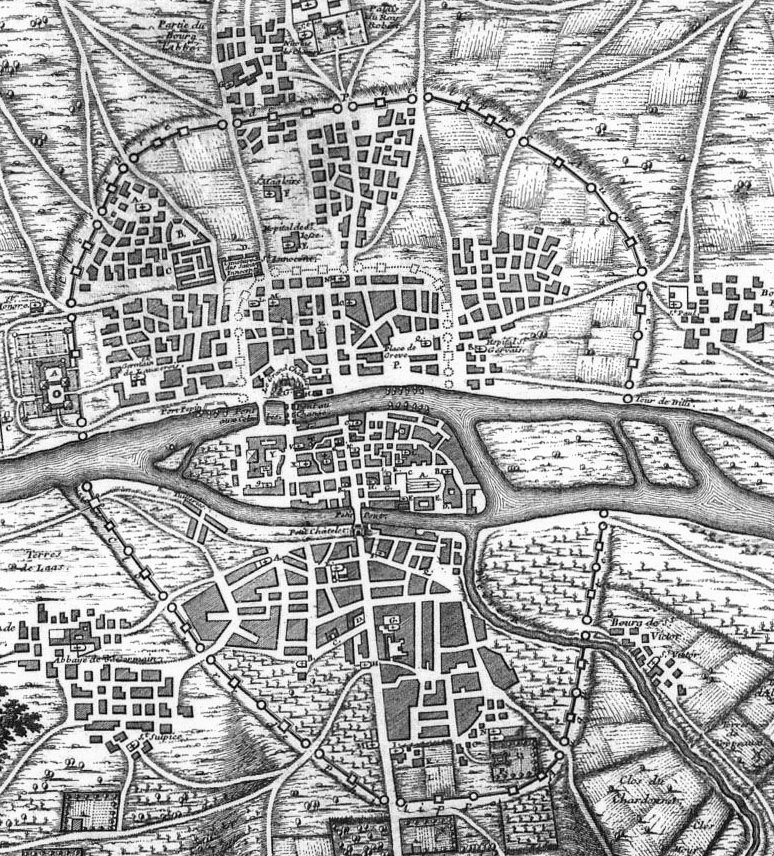
Plan von Paris im Jahr 1223, mit der Stadtmauer von König Philipp August

Der dafür benötigte Verwaltungsapparat trieb einerseits das dafür benötigte Geld ein, verschlang es aber auf der anderen Seite wieder, sodass Strafgelder, Sondersteuern, Wegnahme jüdischer Vermögen (Ausweisung der Juden aus Frankreich 1182) und Wegezoll (Pèage) diese dadurch entstandenen Haushaltslöcher stopfen mussten. Eine reine Agrarwirtschaft konnte das nicht mehr leisten, vielmehr mussten Handel, Gewerbe und Geldumlauf zusammenwirken.

### Paris
Unter Philipps Herrschaft avancierte Paris endgültig zur zentralen Hauptresidenz des französischen Königtums und damit zur Hauptstadt des Landes. Er erweiterte die Königspfalz auf der Île de la Cité zu einem repräsentativen Palast (Palais de la Cité), dem er das Gebäude des königlichen Archivs angliederte, womit der Stadt nun auch die Rolle des administrativen Zentrums des Königreiches zukam. Zur Förderung der wirtschaftlichen Prosperität gewährte er der Stadt 1181 das Messeprivileg und nur zwei Jahre später wurden die ersten beiden Markthallen gebaut, aus denen das Quartier des Halles hervorging. Im Jahr 1185 gab Philipp den Befehl zur Pflasterung der wichtigsten Straßen, errichtete bis 1214 einen neuen Turm für die Burg des Louvre und begann mit dem Bau einer neuen Stadtmauer, die mit mehreren Türmen (u. a. Tour de Nesle) gesichert wurde. Auch die Juden rief er 1198 wegen ihrer geschäftlichen Erfolge dorthin zurück.
Mit dem Erlass des Scholarenprivilegs im Jahr 1200 stellte Philipp die Schüler und Magister des Quartier Latin unter königlichen Schutz. Damit begründete er deren juristische Autonomie, was in den kommenden Jahren zur Bildung der Universität von Paris führte. Die daraus mit dem Bischof von Paris resultierenden Unklarheiten bezüglich der Rechtskompetenzen in der Stadt wurden mit der 1222 ausgearbeiteten Forma pacis zugunsten der Krone neu definiert.

## Familie

### Vorfahren
| Philipp I. (1052–1108) | Philipp I. (1052–1108) | Philipp I. (1052–1108) | Philipp I. (1052–1108) | Philipp I. (1052–1108)           | Philipp I. (1052–1108)           |                                  |                                  | Bertha von Holland (?–1093)      | Bertha von Holland (?–1093)      | Bertha von Holland (?–1093) | Bertha von Holland (?–1093) | Bertha von Holland (?–1093)         | Bertha von Holland (?–1093)         |                                     |                                     | Humbert II. von Maurienne (?–1103)  | Humbert II. von Maurienne (?–1103)  | Humbert II. von Maurienne (?–1103) | Humbert II. von Maurienne (?–1103) | Humbert II. von Maurienne (?–1103) | Humbert II. von Maurienne (?–1103) |                                 |                                 | Gisela von Burgund (?–?)        | Gisela von Burgund (?–?)        | Gisela von Burgund (?–?) | Gisela von Burgund (?–?) | Gisela von Burgund (?–?)       | Gisela von Burgund (?–?) |  |  | Stephan von Blois (?–1102) | Stephan von Blois (?–1102) | Stephan von Blois (?–1102) | Stephan von Blois (?–1102) | Stephan von Blois (?–1102)             | Stephan von Blois (?–1102)             |                                        |                                        | Adela von der Normandie (?–1138)       | Adela von der Normandie (?–1138)       | Adela von der Normandie (?–1138) | Adela von der Normandie (?–1138) | Adela von der Normandie (?–1138) | Adela von der Normandie (?–1138) |                                 |                                 | Engelbert von Kärnten (?–1141)  | Engelbert von Kärnten (?–1141)  | Engelbert von Kärnten (?–1141) | Engelbert von Kärnten (?–1141) | Engelbert von Kärnten (?–1141) | Engelbert von Kärnten (?–1141) |                               |                               | Uta von Passau (?–?)          | Uta von Passau (?–?)          | Uta von Passau (?–?) | Uta von Passau (?–?) | Uta von Passau (?–?) | Uta von Passau (?–?) |
| Philipp I. (1052–1108) | Philipp I. (1052–1108) | Philipp I. (1052–1108) | Philipp I. (1052–1108) | Philipp I. (1052–1108)           | Philipp I. (1052–1108)           |                                  |                                  | Bertha von Holland (?–1093)      | Bertha von Holland (?–1093)      | Bertha von Holland (?–1093) | Bertha von Holland (?–1093) | Bertha von Holland (?–1093)         | Bertha von Holland (?–1093)         |                                     |                                     | Humbert II. von Maurienne (?–1103)  | Humbert II. von Maurienne (?–1103)  | Humbert II. von Maurienne (?–1103) | Humbert II. von Maurienne (?–1103) | Humbert II. von Maurienne (?–1103) | Humbert II. von Maurienne (?–1103) |                                 |                                 | Gisela von Burgund (?–?)        | Gisela von Burgund (?–?)        | Gisela von Burgund (?–?) | Gisela von Burgund (?–?) | Gisela von Burgund (?–?)       | Gisela von Burgund (?–?) |  |  | Stephan von Blois (?–1102) | Stephan von Blois (?–1102) | Stephan von Blois (?–1102) | Stephan von Blois (?–1102) | Stephan von Blois (?–1102)             | Stephan von Blois (?–1102)             |                                        |                                        | Adela von der Normandie (?–1138)       | Adela von der Normandie (?–1138)       | Adela von der Normandie (?–1138) | Adela von der Normandie (?–1138) | Adela von der Normandie (?–1138) | Adela von der Normandie (?–1138) |                                 |                                 | Engelbert von Kärnten (?–1141)  | Engelbert von Kärnten (?–1141)  | Engelbert von Kärnten (?–1141) | Engelbert von Kärnten (?–1141) | Engelbert von Kärnten (?–1141) | Engelbert von Kärnten (?–1141) |                               |                               | Uta von Passau (?–?)          | Uta von Passau (?–?)          | Uta von Passau (?–?) | Uta von Passau (?–?) | Uta von Passau (?–?) | Uta von Passau (?–?) |
|                        |                        |                        |                        |                                  |                                  |                                  |                                  |                                  |                                  |                             |                             |                                     |                                     |                                     |                                     |                                     |                                     |                                    |                                    |                                    |                                    |                                 |                                 |                                 |                                 |                          |                          |                                |                          |  |  |                            |                            |                            |                            |                                        |                                        |                                        |                                        |                                        |                                        |                                  |                                  |                                  |                                  |                                 |                                 |                                 |                                 |                                |                                |                                |                                |                               |                               |                               |                               |                      |                      |                      |                      |
|                        |                        |                        |                        | Ludwig VI. der Dicke (1081–1137) | Ludwig VI. der Dicke (1081–1137) | Ludwig VI. der Dicke (1081–1137) | Ludwig VI. der Dicke (1081–1137) | Ludwig VI. der Dicke (1081–1137) | Ludwig VI. der Dicke (1081–1137) |                             |                             |                                     |                                     |                                     |                                     |                                     |                                     |                                    |                                    | Adelheid von Maurienne (?–1154)    | Adelheid von Maurienne (?–1154)    | Adelheid von Maurienne (?–1154) | Adelheid von Maurienne (?–1154) | Adelheid von Maurienne (?–1154) | Adelheid von Maurienne (?–1154) |                          |                          |                                |                          |  |  |                            |                            |                            |                            | Theobald II. von Champagne (1093–1151) | Theobald II. von Champagne (1093–1151) | Theobald II. von Champagne (1093–1151) | Theobald II. von Champagne (1093–1151) | Theobald II. von Champagne (1093–1151) | Theobald II. von Champagne (1093–1151) |                                  |                                  |                                  |                                  |                                 |                                 |                                 |                                 |                                |                                | Mathilde von Kärnten (?–1160)  | Mathilde von Kärnten (?–1160)  | Mathilde von Kärnten (?–1160) | Mathilde von Kärnten (?–1160) | Mathilde von Kärnten (?–1160) | Mathilde von Kärnten (?–1160) |                      |                      |                      |                      |
|                        |                        |                        |                        | Ludwig VI. der Dicke (1081–1137) | Ludwig VI. der Dicke (1081–1137) | Ludwig VI. der Dicke (1081–1137) | Ludwig VI. der Dicke (1081–1137) | Ludwig VI. der Dicke (1081–1137) | Ludwig VI. der Dicke (1081–1137) |                             |                             |                                     |                                     |                                     |                                     |                                     |                                     |                                    |                                    | Adelheid von Maurienne (?–1154)    | Adelheid von Maurienne (?–1154)    | Adelheid von Maurienne (?–1154) | Adelheid von Maurienne (?–1154) | Adelheid von Maurienne (?–1154) | Adelheid von Maurienne (?–1154) |                          |                          |                                |                          |  |  |                            |                            |                            |                            | Theobald II. von Champagne (1093–1151) | Theobald II. von Champagne (1093–1151) | Theobald II. von Champagne (1093–1151) | Theobald II. von Champagne (1093–1151) | Theobald II. von Champagne (1093–1151) | Theobald II. von Champagne (1093–1151) |                                  |                                  |                                  |                                  |                                 |                                 |                                 |                                 |                                |                                | Mathilde von Kärnten (?–1160)  | Mathilde von Kärnten (?–1160)  | Mathilde von Kärnten (?–1160) | Mathilde von Kärnten (?–1160) | Mathilde von Kärnten (?–1160) | Mathilde von Kärnten (?–1160) |                      |                      |                      |                      |
|                        |                        |                        |                        |                                  |                                  |                                  |                                  |                                  |                                  |                             |                             |                                     |                                     |                                     |                                     |                                     |                                     |                                    |                                    |                                    |                                    |                                 |                                 |                                 |                                 |                          |                          |                                |                          |  |  |                            |                            |                            |                            |                                        |                                        |                                        |                                        |                                        |                                        |                                  |                                  |                                  |                                  |                                 |                                 |                                 |                                 |                                |                                |                                |                                |                               |                               |                               |                               |                      |                      |                      |                      |
|                        |                        |                        |                        |                                  |                                  |                                  |                                  |                                  |                                  |                             |                             | Ludwig VII. der Jüngere (1120–1180) | Ludwig VII. der Jüngere (1120–1180) | Ludwig VII. der Jüngere (1120–1180) | Ludwig VII. der Jüngere (1120–1180) | Ludwig VII. der Jüngere (1120–1180) | Ludwig VII. der Jüngere (1120–1180) |                                    |                                    |                                    |                                    |                                 |                                 |                                 |                                 |                          |                          |                                |                          |  |  |                            |                            |                            |                            |                                        |                                        |                                        |                                        |                                        |                                        |                                  |                                  | Adele von Champagne (1140–1206)  | Adele von Champagne (1140–1206)  | Adele von Champagne (1140–1206) | Adele von Champagne (1140–1206) | Adele von Champagne (1140–1206) | Adele von Champagne (1140–1206) |                                |                                |                                |                                |                               |                               |                               |                               |                      |                      |                      |                      |
|                        |                        |                        |                        |                                  |                                  |                                  |                                  |                                  |                                  |                             |                             | Ludwig VII. der Jüngere (1120–1180) | Ludwig VII. der Jüngere (1120–1180) | Ludwig VII. der Jüngere (1120–1180) | Ludwig VII. der Jüngere (1120–1180) | Ludwig VII. der Jüngere (1120–1180) | Ludwig VII. der Jüngere (1120–1180) |                                    |                                    |                                    |                                    |                                 |                                 |                                 |                                 |                          |                          |                                |                          |  |  |                            |                            |                            |                            |                                        |                                        |                                        |                                        |                                        |                                        |                                  |                                  | Adele von Champagne (1140–1206)  | Adele von Champagne (1140–1206)  | Adele von Champagne (1140–1206) | Adele von Champagne (1140–1206) | Adele von Champagne (1140–1206) | Adele von Champagne (1140–1206) |                                |                                |                                |                                |                               |                               |                               |                               |                      |                      |                      |                      |
|                        |                        |                        |                        |                                  |                                  |                                  |                                  |                                  |                                  |                             |                             |                                     |                                     |                                     |                                     |                                     |                                     |                                    |                                    |                                    |                                    |                                 |                                 |                                 |                                 |                          |                          |                                |                          |  |  |                            |                            |                            |                            |                                        |                                        |                                        |                                        |                                        |                                        |                                  |                                  |                                  |                                  |                                 |                                 |                                 |                                 |                                |                                |                                |                                |                               |                               |                               |                               |                      |                      |                      |                      |
|                        |                        |                        |                        |                                  |                                  |                                  |                                  |                                  |                                  |                             |                             |                                     |                                     |                                     |                                     |                                     |                                     |                                    |                                    |                                    |                                    |                                 |                                 |                                 |                                 |                          |                          | Philipp II. August (1165–1223) |                          |  |  |                            |                            |                            |                            |                                        |                                        |                                        |                                        |                                        |                                        |                                  |                                  |                                  |                                  |                                 |                                 |                                 |                                 |                                |                                |                                |                                |                               |                               |                               |                               |                      |                      |                      |                      |

### Nachfahren
Am 28. April 1180 heiratete Philipp in erster Ehe Isabelle von Hennegau († 1190). Mit ihr hatte er die Kinder:
- Ludwig VIII. der Löwe (* 1187; † 1226), König von Frankreich
- Philipp (* 15. März 1190; † 18. März 1190)
- Robert (* 15. März 1190; † 18. März 1190)

Am 14. August 1193 vermählte er sich mit Ingeborg von Dänemark († 1236). Mehrfach versuchte er, die Ehe mit ihr für nichtig erklären zu lasen. Das Paar lebte bis zu Philipps Tod getrennt und hatte keine Kinder. In dritter Ehe nahm er am 1. Juni 1196 Agnes-Maria von Andechs-Meranien zur Frau († 1201). Die Ehe wurde vom Papst nicht anerkannt, da Philipp bereits mit Ingeborg rechtsgültig verheiratet war. Aus dieser Ehe gingen folgende Kinder hervor, die vom Papst legitimiert wurden:
- Marie (* 1198; † 15. August 1238)

1. ⚭ 1210 mit Markgraf Philipp I. von Namur
2. ⚭ 22. April 1213 mit Herzog Heinrich I. von Brabant

- Philipp Hurepel (* 1200; † 12. Juli 1234), Graf von Clermont und von Boulogne
- Tristan (*/† 1201)

Philipp II. war Vater eines unehelichen Sohnes:
- Peter Karlotus (* 1205/09; † 1249), Bischof von Noyon

## Film
Im Jahr 1968 spielte der Brite Timothy Dalton in dem Film Der Löwe im Winter (The Lion in Winter) König Philipp von Frankreich. Der Film spielt im Jahr 1183 um die Weihnachtszeit und handelt von den Intrigen um die Nachfolge Heinrichs II. Plantagenet. In dem gleichnamigen TV-Remake von 2003 spielte diese Rolle der irische Schauspieler Jonathan Rhys Meyers.